# Soubey
Soubey (toponimo francese) è un comune svizzero di 126 abitanti del Canton Giura, nel distretto delle Franches-Montagnes.

## Monumenti e luoghi d'interesse

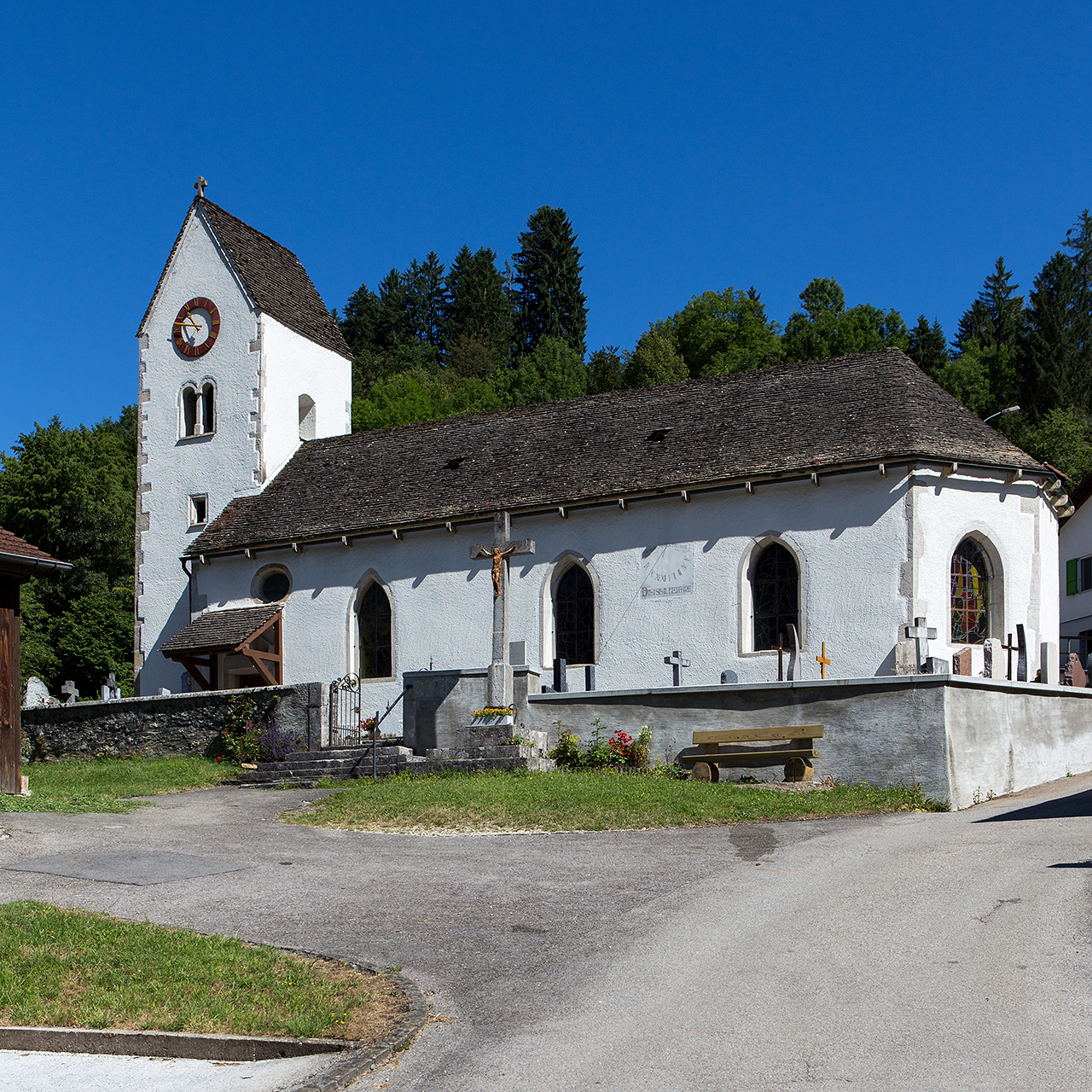
La chiesa di San Valdeberto

- Chiesa cattolica di San Valdeberto, consacrata nel 1632 e ricostruita nel 1961-1962[1].

## Società

### Evoluzione demografica
L'evoluzione demografica è riportata nella seguente tabella:
Abitanti censiti

## Geografia antropica

### Frazioni
Le frazioni di Soubey sono:
- Chercenay[3]
- Clairbief
- Froidevaux
- Le Chaufour
- Les Moulins
- Lobschez

## Amministrazione
Ogni famiglia originaria del luogo fa parte del cosiddetto comune patriziale e ha la responsabilità della manutenzione di ogni bene ricadente all'interno dei confini del comune.